# Stazione di Isola
La stazione di Isola (in sloveno Izola) era una fermata ferroviaria posta lungo la ex linea ferroviaria a scartamento ridotto Trieste-Parenzo chiusa nel 31 agosto 1935 . Era al servizio del comune di Isola d'Istria.